# Lobocleta atriseriata
Lobocleta atriseriata là một loài bướm đêm trong họ Geometridae.